# Gerry Gray
Gerard Gray, plus connu sous le nom de Gerry Gray (né le 20 janvier 1961 à Glasgow en Écosse) est un joueur de soccer international canadien d'origine écossaise, qui évoluait au poste de milieu de terrain, avant de devenir entraîneur.

## Biographie

### Carrière de joueur

#### Carrière en sélection
Avec l'équipe du Canada, il dispute 34 matchs (pour 2 buts inscrits) entre 1980 et 1991. Il figure notamment dans le groupe des sélectionnés lors de la coupe du monde de 1986. Lors du mondial il dispute deux matchs : contre la Hongrie et contre l'URSS.
Il participe également aux JO de 1984, atteignant le stade des quarts de finale.
Avec l'équipe du Canada des moins de 20 ans il joue la Coupe du monde des moins de 20 ans 1979.